# 日勇
法性院日勇（ほっしょういんにちゆう、慶長9年（1604年） - 慶安3年12月23日（1651年2月13日））は江戸時代の日蓮宗の僧侶。字を天慧と号し、俗姓は平氏。京都市左京区にある本山妙傳寺第十四世、京都市山科区にある護国寺（山科檀林）の開山。勇師法縁の縁祖である。

## 生涯
慶長9年（1604年）、西洞院時直の次男として京都に生まれた。幼名は梅松麿。父・時直は、身延山久遠寺第二十四世顕是院日要と交誼が厚かったので、日要の弟子として出家させた。15歳で得度し、竹ノ坊に住した。日要が京都市左京区にある本山妙傳寺の第九世貫首として入山すると、それに随った。その後、本山妙傳寺の貫首の請を受けて第十四世として同寺にすすんだ。
学室道場の必要を感じ、寛永20年（1643年）5月、現在の京都市山科区竹鼻に護国寺を建立すると、四条隆術の室（播磨国姫路藩主松平忠明の娘）が大檀那となり外護を尽くし、護国寺の開基檀越となった。法名を妙恵院殿了光日耀大姉と号し、その法名をとって山号を了光山と称した。
紀州藩の2代藩主徳川光貞の室・安宮照子は一族菩提の為、総門・学徒寮を寄進し、後水尾天皇の中宮・東福門院（徳川和子）は日勇を召して法華経を受講し、深く帰依し方丈・大講堂を寄進した。ここに関西六檀林の一つ、山科檀林が開闢する。東福門院（徳川和子）は、自ら縫った菊の御紋・金紋袈裟を日勇に下賜し、日蓮宗初の金紋袈裟となる。以後、山科檀林の歴代化主は着衣を許され登檀した。
日勇のもとには多くの学僧が集まり、教学は大いに興隆した。慶安元年（1648年）に弟子の寂遠院日通に講務を譲り、慶安3年（1650年）12月23日、護国寺（山科檀林）にて遷化。47歳。護国寺に埋葬され、廟が建立された。

## 著書
- 1626年（寛永3年）7月4日、『破留意要』を著す（序）
- 1647年（正保4年）12月、破留意要を発刊

## 弟子
寂遠院日通は山科檀林化主を継ぎ、やがて飯高檀林の化主を経て鎌倉比企谷妙本寺・東京池上本門寺の第二十世となり、身延山久遠寺第三十世となった。

## 法脈
山科檀林出身者、そこから生じた法脈を山科法類、または勇師法縁と呼ぶ。日勇はその縁祖に位置づけられる。勇師法縁から通師法縁、堀之内法縁、千駄ヶ谷法縁、一ノ瀬法縁、雑司ヶ谷法縁、潮師法縁を生み出した。